# Friedrich Thiersch
Friedrich Wilhelm Thiersch, född den 17 juni 1784 nära Freyburg, död den 25 februari 1860 i München, var en tysk filolog och filhellen, far till Heinrich, Carl och Ludwig Thiersch. 
Thiersch blev 1809 gymnasielärare i München, där han lyckades väsentligt höja de klassiska studierna, bland annat genom att stifta ett filologiskt institut. Han utnämndes 1826 till professor i den antika litteraturen vid universitetet där. Under en vistelse i Grekland 1831-32 verkade han för valet av den bayerske prinsen Otto till kung av Grekland. Thierschs arbete De l'état actuel de la Grèce (1833) var inte utan inflytande på Greklands pånyttfödelse. Inom det filologiska området utgav han Acta philologorum monacensium (4 band, 1811-29) och en kommenterad upplaga av Pindaros (1820) med mera samt skrev bland annat Griechische Grammatik, vorzüglich des homerischen Dialekts (1812; 4:e upplagan 1855) och Über die Epochen der bildenden Kunst unter den Griechen (1816-25; 2:a upplagan 1829), varjämte han gjorde skarpa inlägg i undervisningsfrågan, i synnerhet genom Gelehrte Schulen (1826-29). Han valdes 1848 till preses i bayerska vetenskapsakademien.